# シェリホフ湾

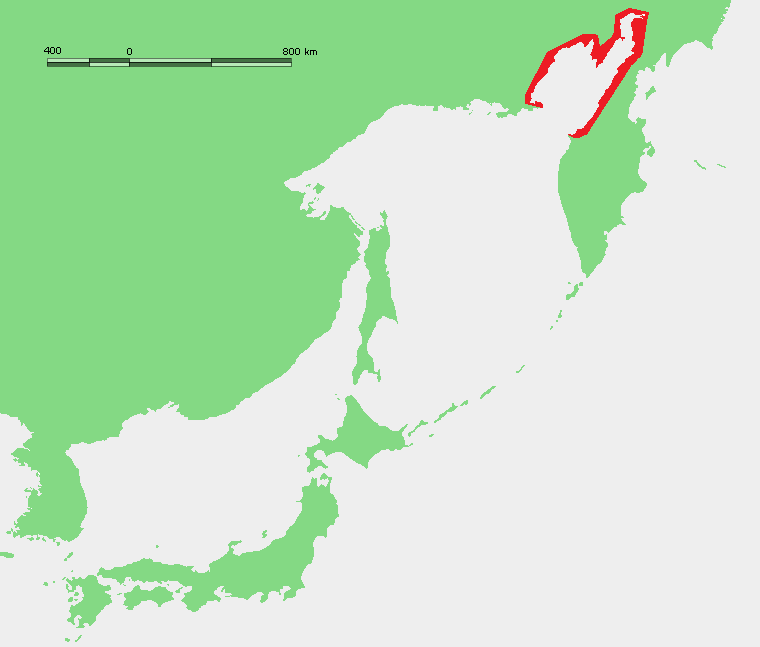
シェリホフ湾の位置

シェリホフ湾（シェリホフわん、ロシア語: залив Шелихова）は、オホーツク海北東部にある湾。ロシア帝国の商人・探検家であるグリゴリー・シェリホフにちなんで命名された。南西方向に開けた湾であり、ユーラシア大陸とカムチャツカ半島に挟まれている。湾奥は二つに分かれており、東はペンジン湾、西はギジガン湾と呼ばれる。ペンジン湾の湾奥にはウスチベンジノの町があり、 ギジガン湾の湾奥にはギジガの町がある、湾内には大きな島嶼は無いが湾口北側にはヤム島などがある。